# Pseudo-Doroteu de Monembasia
Pseudo Doroteu de Monnoembasia (grec: Δωρόθεος Μονεμβασίας, mort al segle xvii) és el nom donat al desconegut autor o compilador de una crònica escrita en llengua grega que porta per títol "Llibre de Història" (Βιβλίον Ιστορικόν). Segons allí s'explica Pseudo Doroteu venia de Tessalònica i havia estat alumne de Theofanis Eleavoulkos; fou ancestre del estudita Damaskin; va ser ordenat metropolità de Lacedemònia i després de Monembasia; el 1589 era a Moldàvia, el governant de la qual Petros Perklos el va animar a escriure la història que va arribar fins al 1629, amb la mort de Joan Cornaro, dux de Venècia.
El llibre pretén explicar la història del món des de la creació (com era tradicional a l'època) fins al temps en què fou escrit i és allí mateix on es declara que fou redactada per Doroteu, bisbe metropolità de Monembasia, personatge que se sap que no va existir. L'obra inclou diverses excel·lents històries en un llenguatge lineal. L'obra fou publicada al segle xvii a Venècia, l'any 1631, i va gaudir de certa popularitat com a font històrica en el període de domini otomà a Grècia. Se'n va fer una reedició el 1684 i durant 200 anys va servir com a únic llibre històric disponible per al poble grec.

## Referència
- Konstandinos Sathas (1868), Νεοελληνική Φιλολογία: Βιογραφία των εν τοις γράμμασι διαλαμψάντων Ελλήνων, από της καταλύσεως της Βυζαντινής Αυτοκρατορίας μέχρι της Ελληνικής εθνεγερσίας (1453-1821) (en grec). Atenes: impremta infantil Andreos Koromilas.